# Calitri
Calitri község (comune) Olaszország Campania régiójában, Avellino megyében.

## Fekvése
A megye délkeleti részén fekszik, Campania és Basilicata határán. Határai: Andretta, Aquilonia, Atella, Bisaccia, Cairano, Pescopagano, Rapone, Rionero in Vulture és Ruvo del Monte.

## Története
A település nevét a római Aletrium után kapta, amelynek helyére épült. A középkor során hűbéri birtok volt. 1694-ben egy földrengés elpusztította az egész települést, de hamar újjáépítették.  A 19. században nyerte el önállóságát, amikor a Nápolyi Királyságban felszámolták a feudalizmust.

## Népessége
A népesség számának alakulása:

## Fő látnivalók
Főbb látnivalói a Santissima Annunziata- és San Canio-templomok, valamint a földrengés során elpusztított nemesi vár romjai.